# Björn Zintel
Björn Zintel (* 1. Januar 1996) ist ein deutscher Handballspieler.

## Karriere

### Im Verein
Björn Zintel spielte bis 2015 für den Drittligisten Zweibrücken und wechselte darauf zum Zweitligisten ASV Hamm-Westfalen. Ab 2018 stand er beim Ligakonkurrenten TV Hüttenberg unter Vertrag und wechselte 2020 zum Erstligisten HBW Balingen-Weilstetten. Nachdem er 2022 mit Balingen nicht den Klassenerhalt erreichen konnte, kehrte er nach Hamm zurück, welche in dieser Saison in die 1. Bundesliga aufgestiegen waren. Mit Hamm stieg er 2023 in die 2. Bundesliga ab. Im Sommer 2024 wechselte er zur HSG Nordhorn-Lingen.

### In Auswahlmannschaften
Mit der Jugend-Nationalmannschaft nahm er am Europäischen Olympischen Jugendfestival 2013 teil und belegte dort den 6. Platz. Weiter belegte er mit der Jugend-Auswahl den 7. Platz bei der U18-Europameisterschaft 2014, wobei er zusätzlich in das All-Star Team des Turniers gewählt wurde. Zudem belegte er den 17. Platz bei der U19-Weltmeisterschaft 2015. Mit den Junioren gewann er die Silber-Medaille bei der U20-Europameisterschaft 2016 und belegte den 4. Platz bei der U21-Weltmeisterschaft 2017.